# Richard Rams
Richard Rams (russisch Ричард Рамз; * etwa 1665; † 1740 in St. Petersburg) war ein englisch-russischer Schiffbauer.

## Leben
Rams kam 1715 auf Einladung seines  Schwagers Richard Brawn nach Russland, ließ sich von Peter I. als Schiffbauer mit einem Jahresgehalt von 867 Rubel in den russischen Dienst aufnehmen und nahm die russische Staatsbürgerschaft an. Infolge des Großen Nordischen Kriegs wurden Kriegsschiffe für die Baltische Flotte gebraucht, so dass Rams sogleich von Peter I. mit dem Bau von Schiffen beauftragt wurde.
Im April 1716 stellte Rams in der St. Petersburger Admiralität sein Projekt des Dreideck-80-Kanonen-Linienschiffs Swjatoi Andrei und im Juli das analoge Projekt des 74-Kanonen-Schiffs Nord-Adler vor. Sogleich wurde Rams von Peter I. mit dem Bau der beiden Schiffe auf der Admiralitätswerft beauftragt. Der Stapellauf der Nord-Adler erfolgte im Mai 1720, während für den Stapellauf der Swjatoi Andrei im Februar 1721 Soldaten das Eis auf der Newa zerhacken mussten.
Rams baute weitere Schiffe und erhielt 1724 eine Gehaltserhöhung. Nach Peters I. Tod 1725 war Rams wie auch Joseph Nye an der Fertigstellung des ersten russischen 100-Kanonen-Schiffs Pjotr I i II beteiligt, das Peter I. seit 1723 selbst mit Schiffbaumeister Fedossei Skljajew und den Untermeistern Filipp Paltschikow und Karlsbom gebaut hatte. Skljajew lehnte dabei die vom Admiralitätskollegium angeordnete Bauleitung durch Richard Brawn ab und verweigerte die Herausgabe der Schiffszeichnungen.
Im Auftrag des Admiralitätskollegiums hatte Rams nach eigenen Zeichnungen Modelle aller erbeuteten schwedischen Schiffe gebaut, darunter die Halbmodelle des 18-Kanonen-Prahms Elefant aus der Seeschlacht bei Hanko (Flaggschiff Nils Ehrenskiölds) und der 18-Kanonen-Fregatte Danska Orn aus der Seeschlacht bei Grönham. Alle Modelle wurden in der Modell-Kammer der Admiralität aufbewahrt. Auf Anweisung Peters I. sollte zur Erinnerung an den Sieg von Hanko das Modell des Prahms Elefant auf ewige Zeiten aufbewahrt werden. Die Modelle befinden sich jetzt im St. Petersburger Zentralen Marinemuseum.
Im Februar 1727 wurde Rams nach Kasan zu Robert Hadley geschickt, um den Bau von drei Schiffen vorzubereiten und dafür das Holz zu beschaffen. Bereits im Juni des Jahres kehrte er nach St. Petersburg zurück. 1730–1739 diente Rams in Kronstadt und leitete die Instandhaltung des Kronstädter Geschwaders. 1732 wurde er zum Kapitan-Kommandanten mit einem Jahresgehalt von 1800 Rubel ernannt. 1739 reparierte Rams Schiffsmodelle in der St. Petersburger Akademie der Marine-Garde. Er baute 1739–1740 in St. Petersburg die 10-Kanonen-Bombarden Jupiter und Samson, die dann am Russisch-Schwedischen Krieg (1741–1743) teilnahmen.